# Karpowskoje (rejon wołogodzki)
Karpowskoje (ros. Карповское) – wieś w Rosji, w rejonie wołogodzkim obwodu wołogodzkiego. W 2010 r. liczyła 6 mieszkańców.